# Misso-Mazzarella-Sarno
I Misso-Mazzarella-Sarno (che ingloba comunque altre famiglie minori) era un'organizzazione criminale nata a Napoli verso la fine degli anni ottanta del XX secolo, egemone in buona parte di Napoli.

## Storia
A fondare il cartello camorristico alla fine degli anni '90 è Giuseppe Misso (Napoli, 6 luglio 1947), che si allea con i Mazzarella (guidati dai fratelli Ciro, Gennaro e Vincenzo) e con i Sarno (guidati dai fratelli Giuseppe, Luciano, Pasquale e Vincenzo), questi ultimi oramai entrati in guerra con i De Luca Bossa. 
Il cartello nasce nel bienno 1998-1999 quando Peppe 'o Nasone (Giuseppe Misso) esce di prigione dopo tredici anni, per contrastare l'Alleanza di Secondigliano e per vendicare l'omicidio della moglie Assunta Sarno; precedentemente i Misso erano già alleati con i Mazzarella e successivamente si erano alleati con i Sarno, visto che 'o Nasone era in buoni rapporti con Ciro, che oltre ed essere suo cognato era il capostipite dei Sarno, anche se oramai fuori dai giochi perché condannato all'ergastolo per la strage del bar Sayonara, avvenuta nel 1989; Ciro stava in carcere sin dal 1992. 
Il primo a svelare l'esistenza di tale cartello fu il pentito Salvatore Giuliano, durante i lunghi colloqui in carcere, che lo descrisse come il contrapposto all’Alleanza di Secondigliano. Quello spunto investigativo fu, poi, verificato nel corso di successive e più articolate indagini, che si svilupparono in particolare durante la furibonda faida della Sanità, quando una cimice registrò i dettagli del patto che univa i gruppi del centro storico con quelli di San Giovanni a Teduccio e Ponticelli. 
Finora, dunque, si è saputo che i Mazzarella e i Misso hanno agito, in coabitazione, nella zona di Forcella e del Rione Sanità, per la gestione del racket delle estorsioni e della vendita di droga, non sempre però con una perfetta coincidenza degli intenti e delle strategie. 
Una convinzione degli inquirenti era che una nuova fitta rete di collaborazione si sia allargata ad altre zone della città, tradizionalmente controllate dalla sola cosca mafiosa dei Mazzarella, a cui si sarebbero affiancati i Sarno. Soprattutto nella zona delle Case Nuove, dove l’indebolimento dei vecchi padrini ha reso più difficile il controllo dei business illegali, anche alla luce della contemporanea azione sul territorio di una nutrita avanguardia del clan di Edoardo Contini (1955), loro storico nemico. 
Secondo alcune informative antimafia, infatti, sarebbe stato raggiunto un accordo tra le due organizzazioni camorristiche per il supporto logistico commerciale al traffico di stupefacenti nella zona del Mercato, dove l’incessante attività di polizia giudiziaria ha ormai quasi decimato la presenza dei Mazzarella, che comunque restano il gruppo di riferimento della zona. Da qui la decisione di affidare alcune fasi dell’attività di approvvigionamento e vendita della droga a esponenti della famiglia Sarno, meglio organizzati e con più uomini a disposizione. Si tratterebbe di un’associazione temporanea di impresa camorristica, che prevede la sostituzione concordata dei capizona e dei colonnelli dei Mazzarella finiti in carcere (o sottoterra) con altrettanti camorristi di Ponticelli, ai quali delegare alcuni compiti specifici. Sembrerebbe, inoltre, che per rendere più agevole il trasferimento dal quartiere della periferia est al centro della città siano stati addirittura sgomberati alcuni appartamenti, nelle disponibilità dei Mazzarella, occupati dai nuovi inquilini. 
Da sempre opposti all'Alleanza di Secondigliano pur senza mai entrarne in conflitto, eccetto sul finire degli anni '80 quando entrarono in conflitto con i Misso e anche con i Sarno dato che Assunta Sarno, era sposata con Giuseppe Misso, era stata uccisa dall'Alleanza di Secondigliano nel 1992. Nel breve periodo in cui è tornato in libertà, Misso avrebbe raccolto intorno al proprio gruppo i capiclan dei Mazzarella e dei Sarno, che avevano chiare ragioni di odio nei confronti dell'Alleanza di Secondigliano, per un progetto di vendetta per l'omicidio della moglie, Assunta Sarno. Sul finire degli anni '90 i due clan entrarono nuovamente in conflitto e, dopo numerosi omicidi, la faida culminò con l'autobomba a Ponticelli nel 1998, in cui morì un nipote del boss Vincenzo Sarno (vittima predesignata dell'agguato). Un tempo sia l'Alleanza che i Misso-Mazzarella-Sarno erano i cartelli camorristici più pericolosi della città di Napoli. 
L'alleanza si sgretola nel 2005 quando Giuseppe Misso Jr., Emiliano Zapata Misso e Michelangelo Mazza iniziano una guerra con i Torino della Sanità. 
Nel 2006 la Direzione Investigativa Antimafia indica il sodalizio Misso-Mazzarella-Sarno come il cartello dominante a Napoli (in concorrenza con l’Alleanza di Secondigliano).

## Aree di influenza
Nel centro storico e a Forcella resta ben salda l'alleanza tra i clan Misso, Sarno e Mazzarella, che controllano tutta l'area est di Napoli, dal centro fino al quartiere periferico di Ponticelli, facilitati anche dalla debacle del clan Giuliano di Forcella, i cui maggiori esponenti (i fratelli Luigi, Salvatore e Raffaele Giuliano) sono diventati collaboratori di giustizia. Nei "Quartieri Spagnoli", dopo le faide di inizio anni novanta tra i clan Mariano (detti i "picuozzi") e Di Biasi (detti i "faiano"), e tra lo stesso clan Mariano e un gruppo interno di scissionisti capeggiato dai boss Salvatore Cardillo (detto "Beckenbauer") e Antonio Ranieri (detto "Polifemo", poi ammazzato), la situazione sembra essere tornata in un clima di relativa normalità.

## Boss
- Giuseppe Misso (Napoli, 6 luglio 1947), fondatore del cartello, arrestato nel dicembre 2003[2].
- Vincenzo Mazzarella (Napoli, 8 maggio 1956), divenuto il capo del cartello dopo l'arresto di 'o nasone[3][4].
- Pasquale Sarno (Napoli, 6 febbraio 1966)[5]

## Personaggi di spicco
- Giuseppe Misso Jr (1971)
- Giuseppe Misso (1976)
- Michelangelo Mazza, nipote di Giuseppe Misso detto ’o Nasone.
- Emiliano Zapata Misso (1981)
- Ciro Mazzarella (Napoli, 2 aprile 1940 - Napoli, 2 settembre 2018)
- Gennaro Mazzarella (1949)
- Ciro Sarno (Napoli, 25 marzo 1958), all'epoca dei fatti già stava in carcere.
- Giuseppe Sarno (Napoli, 27 giugno 1955)
- Luciano Sarno (Napoli, 28 dicembre 1968)
- Vincenzo Sarno (Napoli, 31 maggio 1970)

## Composizione
All'«Alleanza di Secondigliano» si contrappone il cartello facente capo ai clan «Misso-Mazzarella-Sarno», operante prevalentemente nei quartieri centrali ed occidentali della città di Napoli: ne fanno parte anche i clan «Di Biasi» (dei Quartieri Spagnoli), «Alfano» (del Vomero), «Grimaldi» (di Soccavo e del Rione Traiano), «Sorprendente-Sorrentino» (di Bagnoli) e «Lago» (di Pianura).